# Павловичі (Коростенський район)
Павло́вичі — село в Україні, в Коростенському районі Житомирської області. Входить до складу Овруцької міської громади. Населення становить 147 осіб.

## Географія
Село розташовано на Словечансько-Овруцькому кряжі.
На північному заході від села бере початок річка Хайчанка.

## Історія
У 1906 році село Покалівської волості Овруцького повіту Волинської губернії. Відстань від повітового міста 11 верст, від волості 5. Дворів 41, мешканців 277.